# 深川ギャザリア

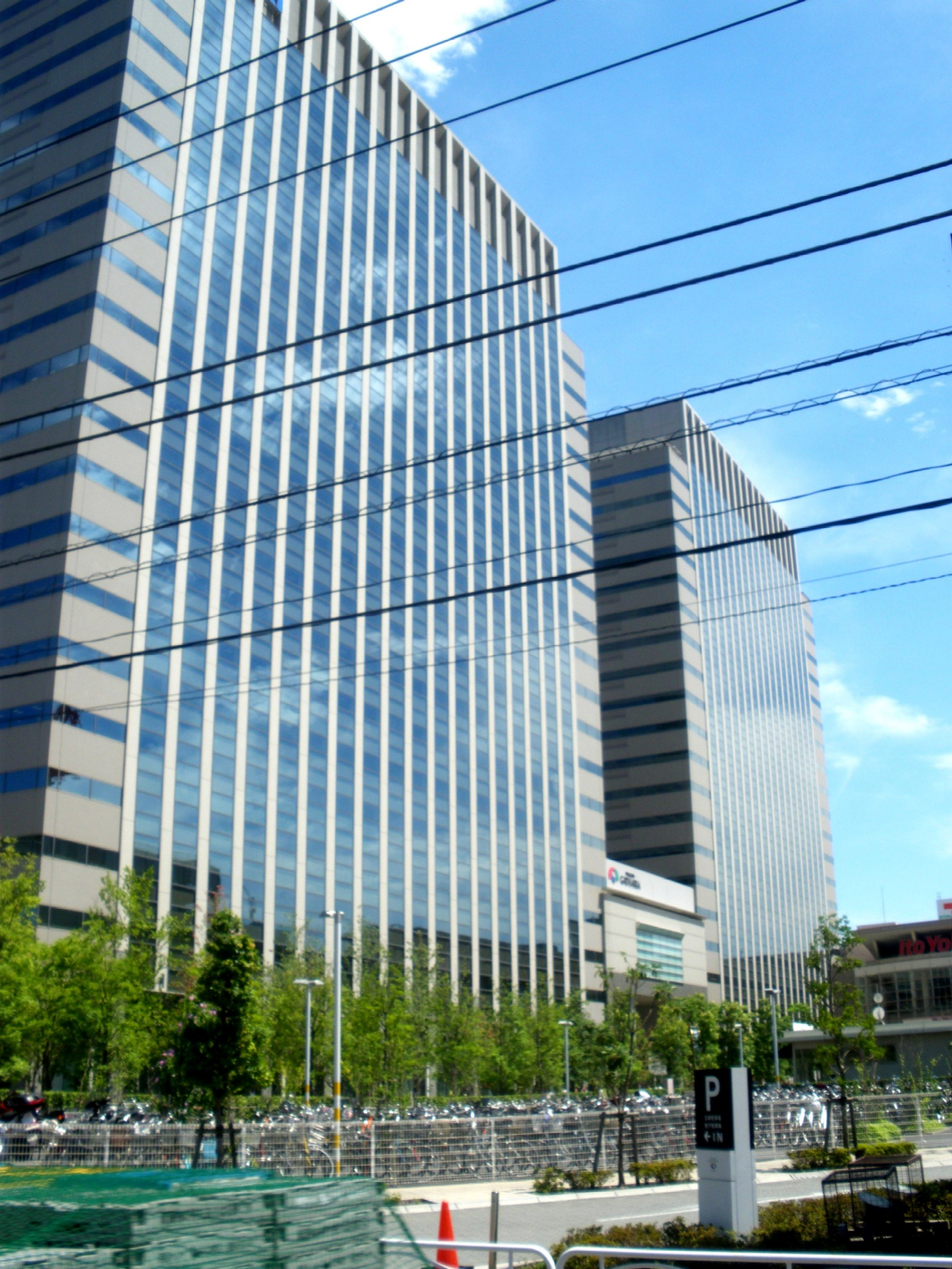
深川ギャザリア
〔 タワーN棟 / S棟 〕

深川ギャザリア（ふかがわギャザリア）は、東京都江東区木場一丁目にある、「ビジネス」・「ショッピング」・「アメニティ」の共存するオフィスビルを中心とした施設である。

## 概要
フジクラ（旧藤倉電線 / 深川工場）跡地にオフィスビルを中心とした複合施設をフジクラ開発が手掛ける。

## 施設・建物

### ビジネス施設
高層オフィスビル タワーN棟 （2007年1月 竣工）
- 株式会社マリモクラフト 本社（21F）： 雑貨卸売販売・企画開発
- 株式会社オーテック 東京支店（20F）： 自動制御設備 設計・施工・メンテナンス

- 野村総合研究所 (NRI) 木場総合センター （2～19F） ： 日本最大手のシンクタンク
- 総合受付（1F）

高層オフィスビル タワーS棟 （2003年1月 竣工）
- 株式会社野村総合研究所 | NRI社会情報システム株式会社（21F）
- 株式会社野村総合研究所 | NRIデータi テック株式会社（20F）
- りそな銀行 不動産ビジネス部 不動産営業部（19F）
- りそな銀行 融資管理部【受付】ローン管理部【受付】（18F）
- りそな決済サービス株式会社 | りそな東京EBセンター （17F）
- AGS株式会社 | AGSビジネスコンピューター株式会社（17F）
- りそなビジネスサービス株式会社 | りそなキャピタル株式会社 | りそな総合研究所株式会社（16F）
- りそなカード株式会社（15F）
- りそなグループ【受付】 | りそな総合研究所セミナールーム | りそな銀行 システム部（14F）
- 株式会社近鉄エクスプレス 東京輸入通関センター（13F）
- 株式会社近鉄エクスプレス 請求情報センター 輸入配送センター（東京航空）（12F）
- 株式会社近鉄エクスプレス 千代田輸入営業所 日本橋輸入営業所 城東輸入営業所（12F）
- ポッカサッポロフード&ビバレッジ株式会社 （11F） ： 大手清涼飲料メーカー
- 一般財団法人工業所有権協力センター | 株式会社PSビバレッジ （10F）
- 株式会社パブリック・ベンディング・サービス | スタービバレッジサービス株式会社（10F）
- りそな銀行 外国為替業務オフィス 東京外為サポートグループ | デンカポリマー株式会社（9F）
- りそな銀行 外国為替業務オフィス 貿易決済グループ | 埼玉りそな銀行外国為替業務オフィス（8F）
- りそなグループ 深川ギャザリア研修室（7F）
- 山陽特殊製鋼株式会社 東京支社（6F）
- 川重冷熱工業株式会社 東京本社（5F）※登記上の本店は滋賀県草津市
- サムシングホールディングス株式会社[2] | 株式会社サムシング（4F） ： 地盤調査、地盤改良工事等
- 医療法人財団三友会 深川ギャザリアクリニック （3F） ： 内科・婦人科
- ギャザリアデンタルクリニック （3F） ： 歯科・歯科口腔外科
- あらた野 （1F） ： 食事処・酒菜
- セブン-イレブン江東木場1丁目店 （1F）

中層オフィスビル ウェスト1棟 （2002年12月 竣工）
- 日興ビジネスシステムズ

中層オフィスビル ウェスト2棟 （2010年3月 竣工）
- りそなホールディングス 東京本社 （2010年6月下旬以降は、登記上の本店にもなっている）
- りそな銀行 東京本部 （登記上の本店は、大阪営業部所在地）
  - 同社東京営業部りそな東京本社出張所（店舗外ATM）…2Fに所在。
- 埼玉りそな銀行 東京本部
- セブン-イレブン江東深川ギャザリア店 （1F）

中層オフィスビル ウェスト3棟 （2010年3月 竣工）
- 工業所有権協力センター

### ショッピング施設
商業棟 イトーヨーカドー木場店（2000年（平成12年）11月16日オープン）
- ヒマラヤ スポーツアベニュー木場店[5] （3F） ： 大型スポーツ用品店
- 109シネマズ木場[6] （3F）：詳しい情報は下記参照。

新棟
- 2024年12月上旬に開業予定[7]
- 下記「かつてあった施設」の跡地に建設される

### アメニティ施設
プラザ棟 （2002年10月 竣工）
- ギャザリアレストラン（1・2F） ： 13のレストラン街

| - 紅虎餃子房 - 麻布十番モンタボー - PRONTO - 田舎そば のぶや - PAGLIACCIO - ヒカリ屋 - 陳建一 麻婆豆腐店 |  | - ビアホールだん家 - Jackson Farm&Grill - とんかつ神楽坂さくら - 焼肉牛勢 - 築地食堂 源ちゃん - 横浜家系 らーめん深川家 |

- ティップネス木場店[8] （3・4F） ： 会員制フィットネスクラブ
- フジクラ ゴルフクラブ相談室[9] （4F） ： ゴルフに関する悩みや希望を聞き、最適のゴルフシャフトの調整を行なう

## かつてあった施設
北プラザ棟 （2002年11月 竣工、2022年11月 建て替えのため閉鎖・解体）
- レインボータウンエフエム放送 木場スタジオ[10]（1F）
- カフェ・ド・クリエプラス （1F） ： オープンエア・カフェ
- 天ぷら やまみ （1F） ： 天ぷら

新北プラザ棟 （2022年11月 建て替えのため閉鎖・解体）
- ドコモショップ木場店 （解体に伴い、タワーS棟に移転）

## 109シネマズ木場
109シネマズ木場とは、2000年11月16日に深川ギャザリア内のイトーヨーカドー木場店3Fにオープンした、東急レクリエーション運営の8スクリーン/1,377席のシネマコンプレックス。
2000年代後半にはシアター1、シアター2、シアター3の3つのシアターにエグゼクティブシートを導入。
2011年7月15日にシアター2にIMAXデジタルシアターを導入。2017年にはシアター1、シアター2、シアター３以外のシアターにもエグゼクティブシートを導入。2021年にIMAXデジタルシアターを改装してIMAXレーザーを導入。

### シアター概要
| シアター 番号 | 現在の 定員 | 過去の 定員 | 設備                                              | 備考                       |
| ------------- | ----------- | ----------- | ------------------------------------------------- | -------------------------- |
| 1             | 218         | 246→235     | ドルビーデジタル、SDDS                            |                            |
| 2             | 317         | 454→445     | ドルビーデジタル、SDDS →IMAXデジタル→IMAXレーザー | 2011年までは通常シアター。 |
| 3             | 315         | 334→331     | ドルビーデジタル、SDDS                            |                            |
| 4             | 84          | 83          | ドルビーデジタル、SDDS                            |                            |
| 5             | 126         | 147         | ドルビーデジタル、SDDS                            |                            |
| 6             | 87          | 84          | ドルビーデジタル、SDDS                            |                            |
| 7             | 119         | 118         | ドルビーデジタル、SDDS                            |                            |
| 8             | 111         | 131         | ドルビーデジタル、SDDS                            |                            |

## 交通
- 東京メトロ東西線木場駅 直近
- 路線バス
  - 「木場六丁目ギャザリア前」バス停で下車
    - 業10系統 - 菊川駅・とうきょうスカイツリー駅方面／豊洲駅・新橋方面
    - 江東区コミュニティバス「しおかぜ」 - 潮見駅・辰巳駅方面

  - 「木場駅」バス停で下車
    - 都07系統 - 門前仲町方面／江東運転免許試験場・錦糸町駅方面
    - 東22系統 - 門前仲町・東京駅方面／江東区役所・錦糸町駅方面
    - 東20系統 - 門前仲町・東京駅方面／東京都現代美術館・錦糸町駅方面
- 自動車
  - 東京都道319号環状三号線（三ツ目通り）沿い
  - 首都高速9号深川線：木場出入口（箱崎方面）・枝川出口（辰巳方面）